# André Delvaux
André Delvaux (* 21. März 1926 in Heverlee, Brabant; † 3. Oktober 2002 in Valencia) war ein belgischer Filmregisseur.

## Leben
André Delvaux studierte deutsche Philologie, Jura und Musik. Seine ersten Filme waren Dokumentarfilme für das belgische Fernsehen. Sein Kinodebüt als Spielfilmregisseur gab er 1965 mit dem Film Der Mann, der sich die Haare kurz schneiden ließ. Er nahm mit seinen Filmen dreimal am Filmfestival von Cannes und an der Berlinale 1971 teil. 1975 und 1980 war er Mitglied der Jury des Festivals in Cannes. André Delvaux starb nach einem Herzinfarkt 2002 in Valencia.
Die Website belgischer Obödienzen nennt ihn als Freimaurer. Die Académie André Delvaux, die seit 2011 den belgischen Filmpreis Magritte jährlich vergibt, wurde nach ihm benannt. 2011 wurde ihm postum der Magritte-Ehrenpreis zuteil.

## Filmografie
- 1965: Der Mann, der sich die Haare kurz schneiden ließ (De Man die zijn haar kort liet knippen)
- 1968: Ein Abend, ein Zug (Un soir, un train)
- 1971: Rendezvous in Bray (Rendez-vous à Bray)
- 1973: Belle
- 1979: Eine Frau zwischen Hund und Wolf (Een Vrouw tussen hond en wolf)
- 1983: Das anonyme Bekenntnis (Benvenuta)
- 1988: L’Œuvre au noir

## Auszeichnungen (Auswahl)
- 1971: Louis-Delluc-Preis für Rendezvous in Bray
- 1971: Nominierung für den Goldenen Bären bei den Internationalen Filmfestspielen von Berlin für Rendezvous in Bray
- 1973: Nominierung für die Goldene Palme bei den Internationalen Filmfestspielen von Cannes für Belle
- 1979: Nominierung für die Goldene Palme bei den Internationalen Filmfestspielen von Cannes für Eine Frau zwischen Hund und Wolf
- 1983: Spezialpreis der Jury beim Montreal World Film Festival für Das anonyme Bekenntnis
- 1984: Nominierung für den César in der Kategorie Bester französischsprachiger Film für Das anonyme Bekenntnis
- 1988: Nominierung für die Goldene Palme bei den Internationalen Filmfestspielen von Cannes für L’Œuvre au noir
- 1988: Joseph-Plateau-Preis in der Kategorie Beste Regie für L’Œuvre au noir
- 1991: Joseph-Plateau-Preis für das Lebenswerk
- 2011: Magritte-Ehrenpreis für das Lebenswerk (postum)